# Лонер 10.20
Лонер 10.20 је једноседи ловачки авион направљен у Аустроугарској. Авион је први пут полетео 1916. године. 

Одлика авиона је био изузетно кратак труп. Због тога је дошло до проблема са управљивошћу, које ни преправке нису исправиле.
Распон крила авиона је био 6,60 метара, а дужина трупа 4,65 метара. Био је наоружан са два митраљеза

## Наоружање
| Наоружање авиона: Лонер 10.20  |   |
| Ватрено (стрељачко) наоружање  |   |
| Топ                            |   |
| Митраљез                       |   |
| Број и ознака митраљеза        | 2 |
| Бомбардерско наоружање (бомбе) |   |
| Ракетно наоружање (ракете)     |   |